# Ronaldo Bonacchi
Ronaldo Bonacchi (Prato, Florença, 4 de Julho de 1950) é um actor italiano a viver em Portugal desde 1991.

## Carreira
- Com apenas seis anos participou no filme La grande strada azzurra do realizador Gillo Pontecorvo com Ives Montand e Alida Valli.
- Em 1957 participou no filme: La Ragazza del Palio do Realizador Luigi Zampa com Vittorio Gassman.
- No Teatro Metastasio de Prato, no período de 1966 a 1970 sob a direcção de Paolo Emilio Poesio e realização de Paolo Magelli, fez cursos de teatro, dança, música, canto e commedia dell’arte.
- Em 1973 em Roma fez o Curso de Mimo dirigido por Roy Bosier.
- Entre 1973 e 1990 em Roma viveu como actor em todas as suas formas, desde o teatro experimental dos anos ’70 nos Teatros Beat 72, I Satiri, Alberico, etc., a participações em produções de radio, televisão, publicidade e cinema, entre as quais se destacam as participações nos filmes de:
  - Federico Fellini: Prova d’orchestra 1979
  - Bernardo Bertolucci: La Luna 1980
  - Roberto Benigni e Massimo Troisi: Non ci resta che piangere 1984
- Entre 1980 a 1985 produz através de várias empresas em sociedade com Roberto Benigni a actividade teatral e cinematográfica do mesmo. São deste período os espectáculos de Roberto Benigni “Cioni Mário, di Gaspare, fu Giulia”, “Tutto Benigni” nas várias edições destes anos, e os filmes com a realização de Roberto Benigni “Berlinguer ti voglio bene”, “Tu mi turbi” e “Non ci resta che piangere” este último co-realizado com Massimo Troisi.
- Em 1991, já em Lisboa, participa em produções televisivas e de cinema entre as quais: Palavra e Utopia, de Manoel de Oliveira (2000) e nas séries Só Para Inteligentes (1995), Jornalistas (1999) e Uma Aventura (2001), todas para a SIC
- Recentemente, participou na série juvenil da TVI, Morangos Com Açúcar no papel de Matias Del-Rio (2007) e na telenovela Deixa Que Te Leve (2009). Participou também em Lua Vermelha, uma produção da SIC de 2010.

## Filmografia
- Palavra e Utopia (2000)